# Perlejewo
Perlejewo is een dorp in het Poolse woiwodschap Podlachië, in het district Siemiatycki. De plaats maakt deel uit van de gemeente Perlejewo.